# Tay (Ontario)
Tay es un municipio canadiense situado en la provincia de Ontario.

## Superficie
Tay tiene una superficie de 137,86 km².

## Demografía
En 2021, tenía 11 091 habitantes, una densidad poblacional de 80,5 hab./km², y 5301 viviendas.